# Bawé-Bininbom
Ne doit pas être confondu avec Bawé-Dara.
Bawé-Bininbom est une commune rurale située dans le département de Djigoué de la province du Poni dans la région Sud-Ouest au Burkina Faso.

## Santé et éducation
Le centre de soins le plus proche de Bawé-Bininbom est le centre de santé et de promotion sociale (CSPS) de Djigoué tandis que le centre médical avec antenne chirurgicale (CMA) de la province se trouve à Gaoua.